# Cột Đức Mẹ ở Rakovník
Cột Đức Mẹ ở Rakovník (tiếng Séc: Mariánský sloup v Rakovníku) là một trong những tượng đài tôn giáo nổi tiếng về Đức Mẹ, tọa lạc ở thị trấn Rakovník, vùng Středočeský, Cộng hòa Séc. Tượng đài này có tên trong danh sách các di tích văn hóa của Cộng hòa Séc.

## Lịch sử
Cột Đức Mẹ ở Rakovník được xây dựng vào năm 1749, với một mục đích giản đơn là để thể hiện sự tôn kính của người dân thị trấn đối với Đức Trinh nữ Maria, chứ không phải để tưởng nhớ đến bệnh dịch hạch như nhiều cột Đức Mẹ khác ở Cộng hòa Séc. Tượng đài theo phong cách Baroque này là tác phẩm của thợ đá người Đức Kryštof Knopf, dựa theo bản vẽ của Václav Ettl. Kể từ khi cột được dựng lên, đây là một trong những địa điểm dừng chân của giáo dân hành hương trong chuyến hành trình  đến khu vực ngọn Núi Thánh ở Příbram.

## Mô tả
Trên đỉnh cột là bức tượng khắc họa hình ảnh Đức Trinh nữ Maria với Chúa Giêsu hài đồng. Xung quanh phần bệ cột có 4 bức tượng thánh (Thánh Vitus, Thánh Prokop, Thánh Adalbert và Thánh Wenceslas). Ngoài ra, không khó để tìm thấy một bức phù điêu bằng sắt có biểu tượng của thị trấn cùng ba chữ Latinh, nhằm để cầu xin Đức Mẹ ban ơn hòa bình xuống cho thị trấn Rakovník.